# Rhyacophila nipponica
Rhyacophila nipponica là một loài Trichoptera trong họ Rhyacophilidae. Chúng phân bố ở miền Cổ bắc.